# Чуаданга
Чуаданга (бенг. চুয়াডাঙা) — город и муниципалитет на западе Бангладеш, административный центр одноимённого округа. Расположен на берегах реки Матхабханга. Муниципалитет был основан в 1960 году. Площадь города равна 36,12 км². По данным переписи 2001 года, в городе проживало 72 081 человек, из которых мужчины составляли 50,13 %, женщины — соответственно 49,87 %. Уровень грамотности взрослого населения составлял 48 % (при среднем по Бангладеш показателе 43,1 %).